# برای عشق یا پول (فیلم ۱۹۶۳)
برای عشق یا پول (انگلیسی: For Love or Money) یک فیلم در ژانر کمدی رمانتیک و کمدی به کارگردانی مایکل گوردون است که در سال ۱۹۶۳ منتشر شد.

## بازیگران
- کرک داگلاس
- میتزی گینور
- گیگ یانگ
- تلما ریتر
- جولی نیومر
- ویلیام بندیکس
- لسلی پریش
- دیک سارجنت
- ویلیام ویندام
- دان مگاون
- پل فریز
- ادی ویلیامز